# 永定桥 (翼城县)
永定桥，又名马鞍桥，位于山西省临汾市翼城县南梁镇马册村，横跨于滦池与流沙两泉的交汇处，是少见的八字撑架全木结构桥梁。该桥建于金大定以前，嘉靖庚寅（1530年）毁于洪水后，于嘉靖十一年壬辰 （1532年）重建。万历叁抬玖年（1612年）再度毁于洪水，天启七年（1627）重修。2003年坍塌，2004年重修。
1987年8月，永定桥公布为翼城县文物保护单位。2004年5月，永定桥公布为临汾市文物保护单位。